# マングプ (都市)
座標: 北緯44度35分 東経33度48分 / 北緯44.583度 東経33.800度
マングプ（ロシア語、ウクライナ語、クリミア・タタール語: Мангуп）とは、クリミア半島に存在する都市。マンガップという名称も存在し、ウクライナ語ではМааииとも呼ばれる。市内には、「マンギュップケール」(ケールはトルコ語で要塞を意味する)と呼ばれる要塞も存在し、この要塞はセヴァストポリ(古代チェルゾン)の東に約13キロの高原に位置する歴史的な要塞である。

## 歴史

### 初期

1190年の東ローマ帝国

中世初期には、この地を支配した東ローマ帝国によって、ドロス(ギリシャ語:Δρρее)またはドリー(ギリシャ語:Δρρ)として知られる要塞が築かれた。その要塞は人が永住する街ではなく、人々はこれらの所に永続的に住んでいたのではなく、軍事的な危機や天災などに備えて他の集落からそこに集まってきたのであった。
また、8世紀には、大規模な集落の近くに位置する小さな要塞化された小規模な集落群が形成された。要塞化された城 は、今ではイサラとして知られている物である。これらの要塞の場所に後に国家となる集落などの建設が始まった。
6世紀の東ローマ帝国の歴史家、プロコピウスによると、ドロスの地域は、クリミア・ゴート人と呼ばれる、490年代のイタリア侵攻でテオドリック大王に従うことを拒否したゴート人らによって定住したのが、この地に人が居住するようになったきっかけであるとする。考古学的発掘調査は、6世紀の間にキリスト教のバシリカ、要塞、洞窟集落の跡を発見し、プロコピウスの主張が正しかったことが立証された。

### ハザール人の征服
7世紀後半から8世紀初頭までに、クリミア・ゴート人は、北方遊牧民であるハザール人に征服され、8世紀後半にはヨハネ司教が率いるハザール人勢力に敵対する反乱の中心地となった。また、ハザール人の征服の結果、ドロスという名前は9世紀以降に姿を消し、現在のマングプという名称に置き換えられた。
中世後期、マングプはロシアなどとの交易により栄えた。10世紀半ば、マングプは競合する勢力(キエフ・ルーシとジョチウルス)の影響を受けたものの、タタール人のクリミア征服の間に自治を維持することができた。しかし、その後もジョチウルスの大ハーンらに敬意を表せざるを得なかった。

### テオドロ公国

緑がテオドロ公国

1223年、マングプは黒海沿岸・ポントスのトレビゾンド帝国に支えられ、さらなる発展を遂げた。また、13世紀後半～14世紀初頭のマングプは、テオドロ公国の中心となった。公国はビザンチンの伝統とギリシャ語の使用を維持したトレビゾンドの地域に由来する支配王朝であり、コムネノス王朝の一門であるガブラス家が支配した。その一族は14世紀後半、王朝の一つの傍系子孫がモスクワに移住し、そこで彼らによってシモノフ修道院が設立された。また、16世紀、彼らは名前をゴロヴィンに変更したと言う。
1395年から1404年の間、ティムール朝の支配下にあったが、テオドロ公アレクシオスはティムールの死後に独立を取り戻すことに成功し、彼の後継者は1475年のオスマン帝国の征服までそれを維持した。しかし、後に東ローマ帝国の最後の末裔であったこの国家はオスマン帝国によりクリミアの支配に終焉を告げた。

### 衰退

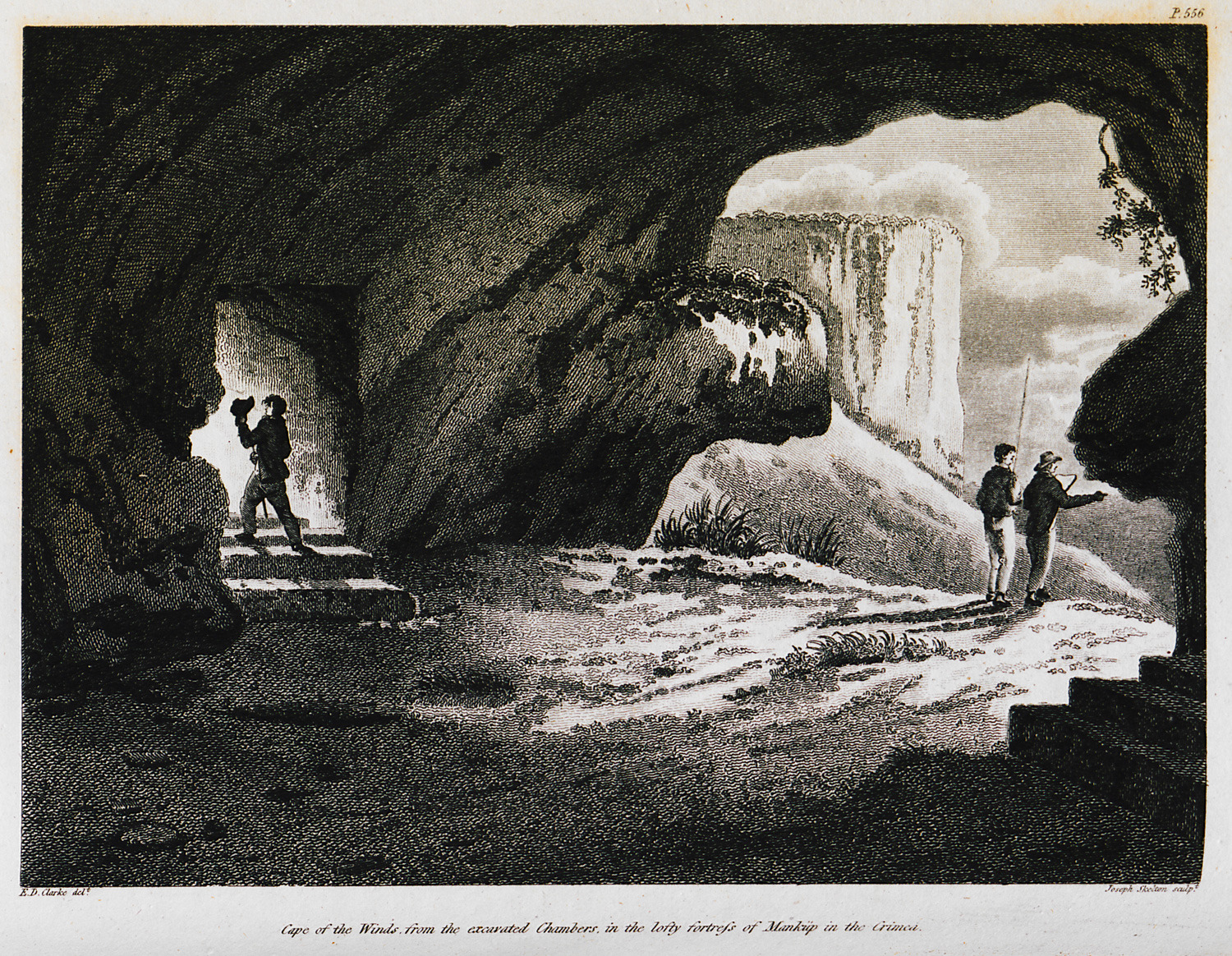
マングプ跡の遺跡、1810年

1475年、モルダヴィア侯のシュテファン3世は、自身の弟の子（テオドロ公の親戚）であるアレクシオスをテオドロ公位に就けた。その後、遂にトレビゾンド帝国を滅ぼしたオスマン帝国の部隊が侵攻した。住民たちはなおも抵抗をつづけ、マンガプ包囲戦は半年間続いた。しかし、トルコ人は大砲を使用し、遂には勝利を得た。その後、首都の位を剥奪されたマングプの街は絶え間ない衰退の時代を迎えた。1774年にマングプの要塞はトルコの守備隊によって放棄され、最後の住民達の小さなコミュニティは、1790年代にこの町を放棄した。

### その後
1901年、ギリシャ語の碑文が市内で発見された。碑文は、トルコの征服からほぼ30年後の1503年に、マンクップの住民はまだギリシャ語を話し、彼らの街壁を修復するための行動をとっていたことを示した。1913年、ユスティニアヌス皇帝に言及するギリシャの碑文が発見された。碑文は、ユスティニアヌスの下で都市はすでに東ローマ帝国の行政上で考慮されるほど重要であったことを証明した。